# لک‌لک (اسدآباد)
لک‌لک (اسدآباد)، روستایی از توابع بخش مرکزی شهرستان اسدآباد در استان همدان ایران است.

## جمعیت
این روستا در دهستان جلگه قرار دارد و براساس سرشماری مرکز آمار ایران در سال ۱۳۹۵، جمعیت آن ۸۶۸ نفر (۲۷۳خانوار) بوده‌است. مردم این روستا به زبان کردی صحبت میکنند.